# Pawn
Pawn is een programmeertaal die is ingebouwd in andere programma's als voorbeeld Half-Life en Quake. Voorheen heette het SMALL maar het bedrijf achter Pawn, CompuPhase heeft het hernoemd naar Pawn. Pawn is een simpele 32-bit uitbreidingstaal die lijkt op C. Het is gemaakt als programmeertaal voor embedded systems en het is gedistribueerd onder de zLib/libplng-licentie.
Deze taal is bruikbaar als een veiligere omgeving dan C, voor als instantie als een scripttaal in games programmeren en bron-gelimiteerde systemen.
Voorbeelden waar Pawn in wordt gebruikt:
- SA-MP
- Half-Life en de Source engine
- Quake